# Márki Ferenc
Márki Ferenc (Szeged, 1873. február 16. – Kisjécsa, 1947. december 13.) magyar történész, közíró, római katolikus pap, a piarista rend tagja.

## Életútja
Középiskolai tanulmányait szülővárosában kezdte, majd 1890-ben belépett a piarista rendbe, és a gimnázium utolsó osztályát szerzetesnövendékként Kecskeméten végezte el. 1892-től Nyitrán teológiát tanult, majd 1894-től két évet a kecskeméti piarista, egy évet pedig a nagykanizsai piarista iskolában tanított. Eközben 1895-ben örökfogadalmat tett, 1897. augusztus 15-én pedig pappá szentelték. 1897-től a kolozsvári egyetem magyar-latin szakos hallgatója volt, majd helyettes tanárként tanított különböző felvidéki gimnáziumokban: 1899/1900-ben Kisszebenben, 1900/1901-ben Privigyén, 1901-től Podolinban, 1905-től pedig ismét Privigyén.
Mivel a tanári vizsgáját nem sikerült letennie, 1908-ban kilépett a rendből, és a csanádi egyházmegye papja lett. 1912-től Nyerőn, 1926-tól Nőrincsén, 1929-től haláláig Kisjécsán plébános. Valláserkölcsi, bölcseleti és történelmi témájú írásait a Krassó-Szörényi Lapok, Temesvári Hírlap, Déli Hírlap és Magyar Kisebbség közölte. Művelődéstörténeti képek (Lugos, 1930) c. füzete szemelvényeket tartalmaz Az ókori népek művelődéstörténete c. kéziratából.